# Anderson Santamaría
Anderson Santamaría Bardales (Tingo María, 10 gennaio 1992) è un calciatore peruviano, difensore del Santos Laguna e della nazionale peruviana.

## Caratteristiche tecniche
È un difensore centrale.

## Carriera

### Nazionale
È stato incluso nella lista dei convocati per il Campionato mondiale di calcio 2018.

## Statistiche

### Cronologia presenze e reti in nazionale
| Cronologia completa delle presenze e delle reti in nazionale ― Colombia | Cronologia completa delle presenze e delle reti in nazionale ― Colombia | Cronologia completa delle presenze e delle reti in nazionale ― Colombia | Cronologia completa delle presenze e delle reti in nazionale ― Colombia | Cronologia completa delle presenze e delle reti in nazionale ― Colombia | Cronologia completa delle presenze e delle reti in nazionale ― Colombia | Cronologia completa delle presenze e delle reti in nazionale ― Colombia | Cronologia completa delle presenze e delle reti in nazionale ― Colombia |
| Data                                                                    | Città                                                                   | In casa                                                                 | Risultato                                                               | Ospiti                                                                  | Competizione                                                            | Reti                                                                    | Note                                                                    |
| ----------------------------------------------------------------------- | ----------------------------------------------------------------------- | ----------------------------------------------------------------------- | ----------------------------------------------------------------------- | ----------------------------------------------------------------------- | ----------------------------------------------------------------------- | ----------------------------------------------------------------------- | ----------------------------------------------------------------------- |
| 14-6-2017                                                               | Arequipa                                                                | Perù                                                                    | 3 – 1                                                                   | Giamaica                                                                | Amichevole                                                              | -                                                                       | 46’                                                                     |
| 5-9-2017                                                                | Atahualpa                                                               | Ecuador                                                                 | 1 – 2                                                                   | Perù                                                                    | Qual. Mondiali 2018                                                     | -                                                                       | 81’                                                                     |
| 24-3-2018                                                               | Miami                                                                   | Perù                                                                    | 2 – 0                                                                   | Croazia                                                                 | Amichevole                                                              | -                                                                       |                                                                         |
| 28-3-2018                                                               | Harrison                                                                | Islanda                                                                 | 1 – 3                                                                   | Perù                                                                    | Amichevole                                                              | -                                                                       |                                                                         |
| 3-6-2018                                                                | San Gallo                                                               | Arabia Saudita                                                          | 0 – 3                                                                   | Perù                                                                    | Amichevole                                                              | -                                                                       |                                                                         |
| 9-6-2018                                                                | Göteborg                                                                | Svezia                                                                  | 0 – 0                                                                   | Perù                                                                    | Amichevole                                                              | -                                                                       | 81’                                                                     |
| 21-6-2018                                                               | Ekaterinburg                                                            | Francia                                                                 | 1 – 0                                                                   | Perù                                                                    | Mondiali 2018 - 1º turno                                                | -                                                                       | 46’                                                                     |
| 26-6-2018                                                               | Soči                                                                    | Australia                                                               | 0 – 2                                                                   | Perù                                                                    | Mondiali 2018 - 1º turno                                                | -                                                                       |                                                                         |
| 6-9-2018                                                                | Amsterdam                                                               | Paesi Bassi                                                             | 2 – 1                                                                   | Perù                                                                    | Amichevole                                                              | -                                                                       | 69’ 75’                                                                 |
| 9-9-2018                                                                | Sinsheim                                                                | Germania                                                                | 2 – 1                                                                   | Perù                                                                    | Amichevole                                                              | -                                                                       |                                                                         |
| 13-10-2018                                                              | Miami                                                                   | Perù                                                                    | 3 – 0                                                                   | Cile                                                                    | Amichevole                                                              | -                                                                       |                                                                         |
| 20-11-2018                                                              | Arequipa                                                                | Perù                                                                    | 2 – 3                                                                   | Costa Rica                                                              | Amichevole                                                              | -                                                                       |                                                                         |
| 6-6-2019                                                                | Lima                                                                    | Perù                                                                    | 1 – 0                                                                   | Costa Rica                                                              | Amichevole                                                              | -                                                                       | 81’                                                                     |
| 6-9-2019                                                                | Harrison                                                                | Perù                                                                    | 0 – 1                                                                   | Ecuador                                                                 | Amichevole                                                              | -                                                                       | 46’                                                                     |
| 10-9-2019                                                               | Los Angeles                                                             | Brasile                                                                 | 0 – 1                                                                   | Perù                                                                    | Amichevole                                                              | -                                                                       | 69’                                                                     |
| 12-10-2019                                                              | Montevideo                                                              | Uruguay                                                                 | 1 – 0                                                                   | Perù                                                                    | Amichevole                                                              | -                                                                       | 69’                                                                     |
| 16-11-2019                                                              | Miami Gardens                                                           | Colombia                                                                | 1 – 0                                                                   | Perù                                                                    | Amichevole                                                              | -                                                                       |                                                                         |
| 17-11-2020                                                              | Lima                                                                    | Perù                                                                    | 0 – 2                                                                   | Argentina                                                               | Qual. Mondiali 2022                                                     | -                                                                       |                                                                         |
| 2-7-2021                                                                | Goiânia                                                                 | Perù                                                                    | 3 – 3 dts (4 – 3 dtr)                                                   | Paraguay                                                                | Coppa America 2021 - Quarti di finale                                   | -                                                                       | 18’                                                                     |
| 5-7-2021                                                                | Rio de Janeiro                                                          | Brasile                                                                 | 1 – 0                                                                   | Perù                                                                    | Coppa America 2021 - Semifinale                                         | -                                                                       |                                                                         |
| 9-7-2021                                                                | Brasilia                                                                | Colombia                                                                | 3 – 2                                                                   | Perù                                                                    | Coppa America 2021 - Finale 3º posto                                    | -                                                                       |                                                                         |
| 2-9-2021                                                                | Lima                                                                    | Perù                                                                    | 1 – 1                                                                   | Uruguay                                                                 | Qual. Mondiali 2022                                                     | -                                                                       |                                                                         |
| 5-9-2021                                                                | Lima                                                                    | Perù                                                                    | 1 – 0                                                                   | Venezuela                                                               | Qual. Mondiali 2022                                                     | -                                                                       |                                                                         |
| 9-9-2021                                                                | Recife                                                                  | Brasile                                                                 | 2 – 0                                                                   | Perù                                                                    | Qual. Mondiali 2022                                                     | -                                                                       | 46’                                                                     |
| 25-9-2022                                                               | Pasadena                                                                | Messico                                                                 | 1 – 0                                                                   | Perù                                                                    | Amichevole                                                              | -                                                                       | 46’                                                                     |
| 28-3-2023                                                               | Madrid                                                                  | Marocco                                                                 | 0 – 0                                                                   | Perù                                                                    | Amichevole                                                              | -                                                                       |                                                                         |
| 15-6-2023                                                               | Busan                                                                   | Corea del Sud                                                           | 0 – 1                                                                   | Perù                                                                    | Amichevole                                                              | -                                                                       | 58’                                                                     |
| 20-6-2023                                                               | Suita                                                                   | Giappone                                                                | 4 – 1                                                                   | Perù                                                                    | Amichevole                                                              | -                                                                       | 50’                                                                     |
| 12-10-2023                                                              | Santiago del Cile                                                       | Cile                                                                    | 2 – 0                                                                   | Perù                                                                    | Qual. Mondiali 2026                                                     | -                                                                       | 68’                                                                     |
| 17-10-2023                                                              | Lima                                                                    | Perù                                                                    | 0 – 2                                                                   | Argentina                                                               | Qual. Mondiali 2026                                                     | -                                                                       | 46’                                                                     |
| 26-3-2024                                                               | Lima                                                                    | Perù                                                                    | 4 – 1                                                                   | Rep. Dominicana                                                         | Amichevole                                                              | -                                                                       |                                                                         |
| 14-6-2024                                                               | Filadelfia                                                              | El Salvador                                                             | 0 – 1                                                                   | Perù                                                                    | Amichevole                                                              | -                                                                       | 82’                                                                     |
| 25-6-2024                                                               | Kansas City                                                             | Perù                                                                    | 0 – 1                                                                   | Canada                                                                  | Coppa America 2024 - 1º turno                                           | -                                                                       | 62’                                                                     |
| 10-9-2024                                                               | Quito                                                                   | Ecuador                                                                 | 1 – 0                                                                   | Perù                                                                    | Qual. Mondiali 2026                                                     | -                                                                       | 45+1’ 46’                                                               |
| Totale                                                                  |                                                                         | Presenze                                                                | 34                                                                      |                                                                         | Reti                                                                    | 0                                                                       |                                                                         |